# Lichenochora hyperphysciae
Lichenochora hyperphysciae is een korstmosparasiet en behoort tot de orde Phyllachorales. Het komt voor op dun schaduwmos.

## Kenmerken
De teleomorfe fase veroorzaakt subsferische tot afgeplatte gallen van 400–700 µm in diameter op korstmossen. Deze gallen zijn aanvankelijk van dezelfde kleur als het thallus, maar verkleuren later bruin. Ze bevatten peritheciën (40–50 µm), die talrijk en volledig verzonken zijn. Het hymenium is hyaliene met veel oliedruppels. Parafysen verdwijnen bij rijping. Perifysen zijn hyaliene en septaat. De asci zijn 8-sporig, cilindrisch-clavaat en meten 59–76 × 10,5–12,5 µm. De ascosporen zijn 10,5–13 × 7–8 µm, ellipsoïde tot obovoid, 1-septaat, hyaliene, soms bleekgeel met ouderdom en bevatten oliedruppels.

## Verspreiding
In Nederland komt het zeer zeldzaam voor.